# Samuel Ramey
Samuel Edward Ramey (* 28. března 1942, Colby, Kansas) je americký operní pěvec, bas. Vyniká silným, pohyblivým a přitom plným a znělým hlasem, díky čemuž je vybaven do lyrických i dramatických rolí, ke kterým má i vynikající herecké předpoklady. Je údajně nejnahrávanějším operním basistou všech dob.,

## Život
Ačkoli nebyl v rodině řezníka a zástupce šerifa nijak veden k opeře, brzy poznal svůj talent v místním kostelním sboru. Jeho hlas už v dětství měl přirozené vibrato, které ale potlačoval z obavy před výsměchem vrstevníků.
V průběhu studií na Kansas State University ho přítel přemluvil k účasti na konkursu do workshopu Central City Opera v Coloradu. Byl přijat a krátce účinkoval v jeho sboru. Začal poté studovat zpěv, především u Armena Boyajiana, který ho vedl pedagogicky po více než 30 let, a v roce 1973 debutoval v New York City Opera v roli Zunigy v Bizetově Carmen. O tři roky později už účinkoval v titulní roli Figarovy svatby na festivalu v Glyndebourne. Do stejné role ho pak obsadily i milánská La Scala, vídeňská Státní opera a londýnská Royal Opera House v Covent Garden, když si předtím získal skvělé renomé i v Rossiniho Semiramidě v Aix-en-Provence. V rossiniovských rolích neustoupil tehdejší praxi spíš recitovat než zpívat náročné koloraturní basové party.
Průlomem do vysněné Metropolitní opery se stal debut v roli Arganteho v Händelově opeře Rinaldo, jeho obsazení si výslovně vyžádala představitelka hlavní role Marilyn Horneová. Od té doby je jednou z nejvýraznějších osobností Met.
Samuel Ramey je podruhé ženat a z druhého manželství má syna. Domov má v Chicagu.

## Dílo
Snad nejvýraznější výkony podával Ramey v rolích záporných postav, především v obou romantických "ďábelských rolích" - postavách Mefistofela v Gounodově Faustu a Boitově Mefistofelovi. Tyto role mu doporučil už v úvodu kariéry dirigent New York City Opera Julius Rudel a Ramey se v nich od počátku cítil přirozeně. Ve Faustu vystoupil více než 200krát ve více než dvaceti inscenacích a je to jeho nejčastější role, v Mefistotelovi pro změnu vystoupil mj. v San Franciscu, kde mu po boku stála sopranistka Gabriela Beňačková, inscenace je zaznamenána na videonahrávce společnosti RM Arts z roku 1989. Svého úspěchu v těchto rolích využil i tak, že své turné v roce 1995 nazval A Date with the Devil (Schůzka s ďáblem), čímž si vysloužil i protesty některých křesťanských spolků. Živou nahrávku mnichovského koncertu z tohoto turné vydal na albu společnosti Naxos se stejným názvem v roce 2002.
Vynikl v mozartovských rolích (Figaro, Don Giovanni), také v händelovských a především rossiniovských. Dramatický talent a mohutnost hlasu pak bohatěji uplatňuje v operách Giuseppe Verdiho a jeho současníků. Zpíval také Olina Blitche v opeře Susannah Carlisla Floyda, hlavní roli v Modrovousově hradu Bély Bartóka a Nicka Shadowa v Životu prostopášníka Igora Stravinského. Vyhýbaly se mu zatím ale příležitosti v operách Richarda Wagnera.
Rád se věnuje i muzikálovému repertoáru, který prezentuje na koncertech i na nahrávkách.
Jen do konce roku 2000 účinkoval na sedmi desítkách nahrávek operních a oratorních děl, bezmála dvaceti nahrávkách příležitostných koncertů a profilů a šestnácti DVD-nahrávkách.

## Ohlas
Časopis People ho označil za sexy symbol. Sám Ramey řekl, že sice sám nežádá o kostýmy s odhalenou hrudí, ale ani se jim nevyhýbá.